# Dylan Chellamootoo
Dylan Chellamootoo, né le 22 janvier 1995 à Conflans-Sainte-Honorine (78), est un taekwondoïste français. Membre du Pôle France de Taekwondo à l'INSEP depuis 2011, il est licencié au Taekwondo Elite à Cergy (95).  
Il débute le Taekwondo à l'âge de 5 ans au Taekwondo Elite et remporte sa première médaille internationale en 2012, avec une seconde place aux championnats du Monde juniors à Sharm el-Sheikh (Egypte) dans la catégorie des -55kg. Il est entrainé dans son club par Ludovic Vo, ancien champion d'Europe de la discipline. 
Dylan Chellamootoo est ambassadeur de la ville de Cergy en tant que sportif de haut-niveau. 
Il rejoint la SNCF dans le cadre d'une Convention d'Insertion Professionnelle en septembre 2019, et intègre donc le dispositif "Athlète SNCF" dans l'optique des Jeux Olympiques de Tokyo 2021 et de Paris 2024. 

## Carrière
En 2012, il se classe second aux championnats du Monde juniors pour sa première grande compétition internationale chez les jeunes. Un an plus tard, il monte sur la troisième marche du podium avec les espoirs.  
Il remporte la médaille de bronze dans la catégorie des moins de 58 kg aux Championnats d'Europe de taekwondo 2014. L'année suivante, en 2015, il obtient à nouveau la troisième place mais cette fois en catégorie olympique. 
Il est médaillé de bronze dans la catégorie des moins de 63 kg lors de l'Universiade d'été de 2019 à Naples (Italie) et remporte l'argent dans cette même catégorie aux Jeux mondiaux militaires d'été de 2019 à Wuhan.

## Palmarès
Compétitions internationales officielles :
- Vice-Champion du Monde juniors 2012
- 3ème au Championnat d’Europe -21 ans 2013
- 3ème au Championnat d'Europe seniors 2014
- Participation au Tournoi de Qualification Olympique 2016
- 5ème au Championnat d'Europe seniors 2018
- 2ème du Championnat du Monde Militaire 2019
- 3ème aux Universiades d'été 2019
- 3ème aux Championnats d’Europe seniors (cat. olympique) 2015, 2019 et 2020[4].

Compétitions Nationales officielles :
- Champion de France seniors 2013, 2014, 2015, 2017, 2018, 2019 & 2020
- Champion de France espoirs 2012 & 2013
- Champion de France juniors 2012